# Orient Overseas

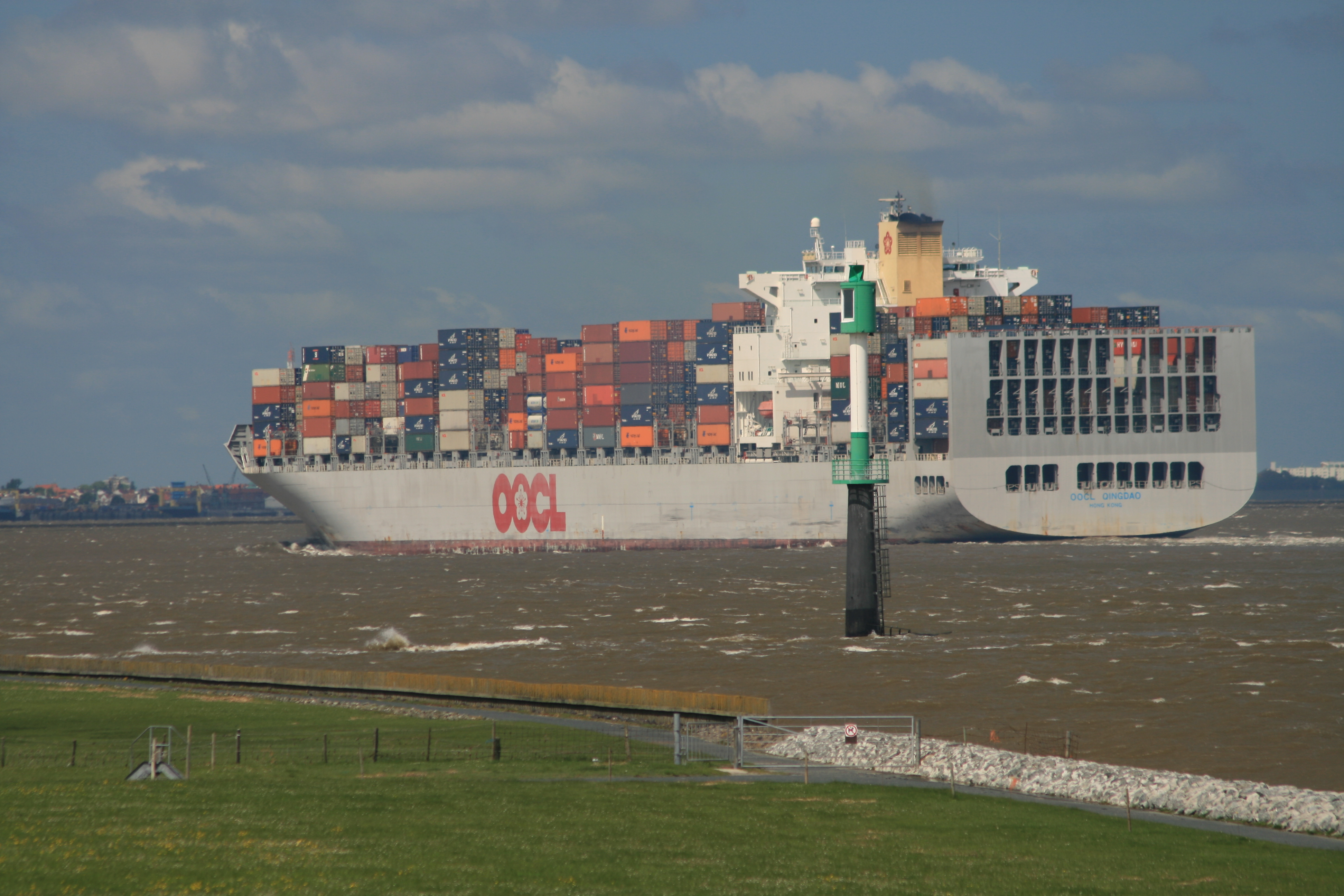
Судно OOCL

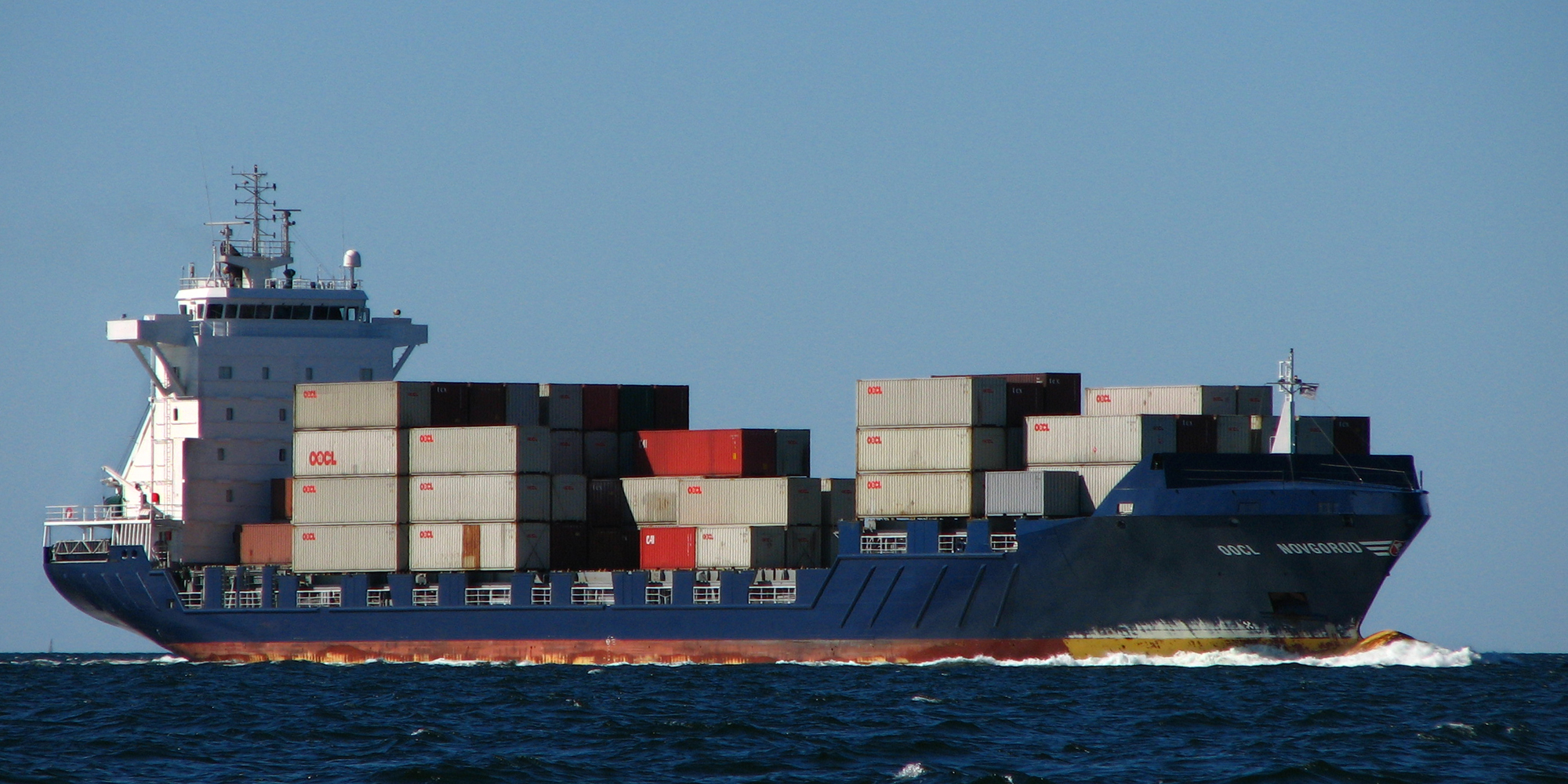
Судно OOCL

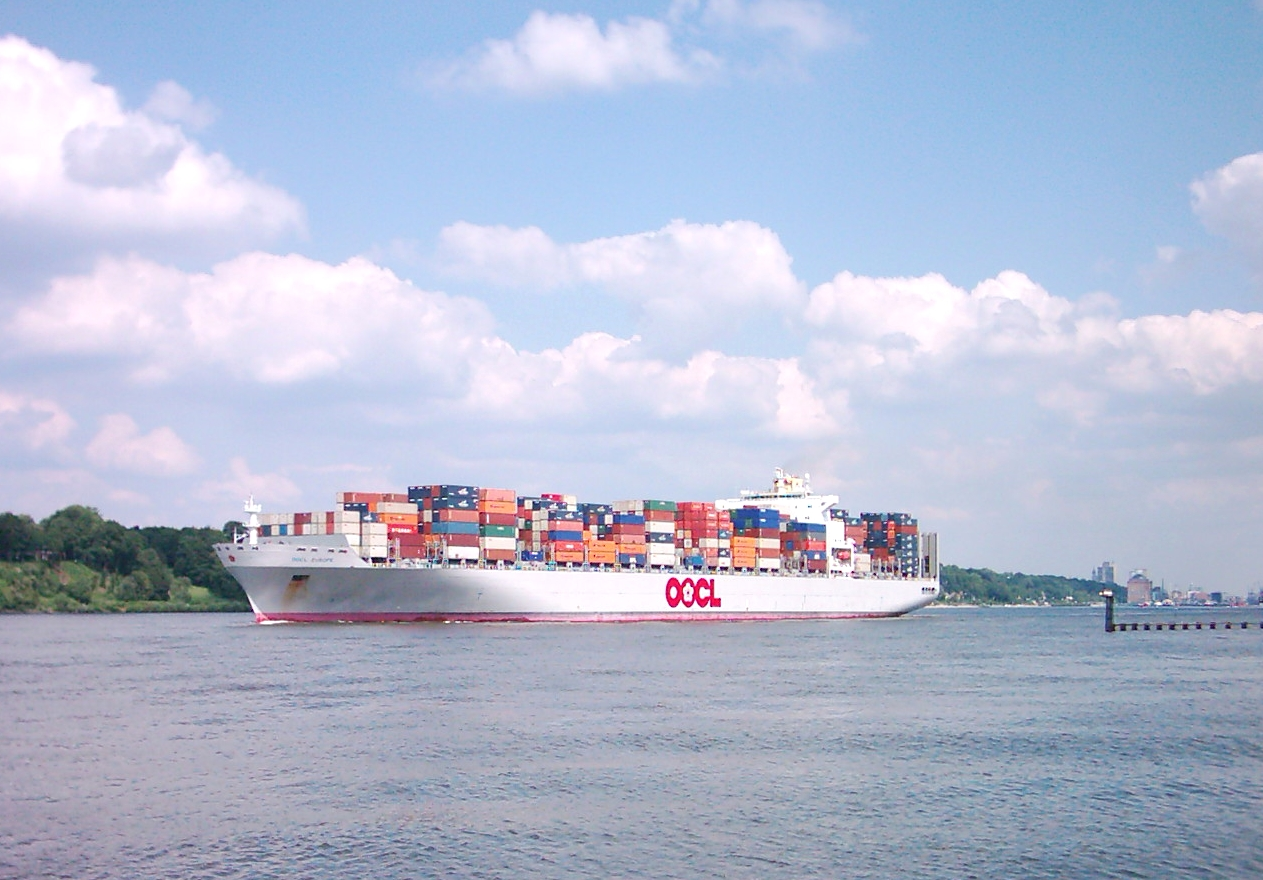
Судно OOCL

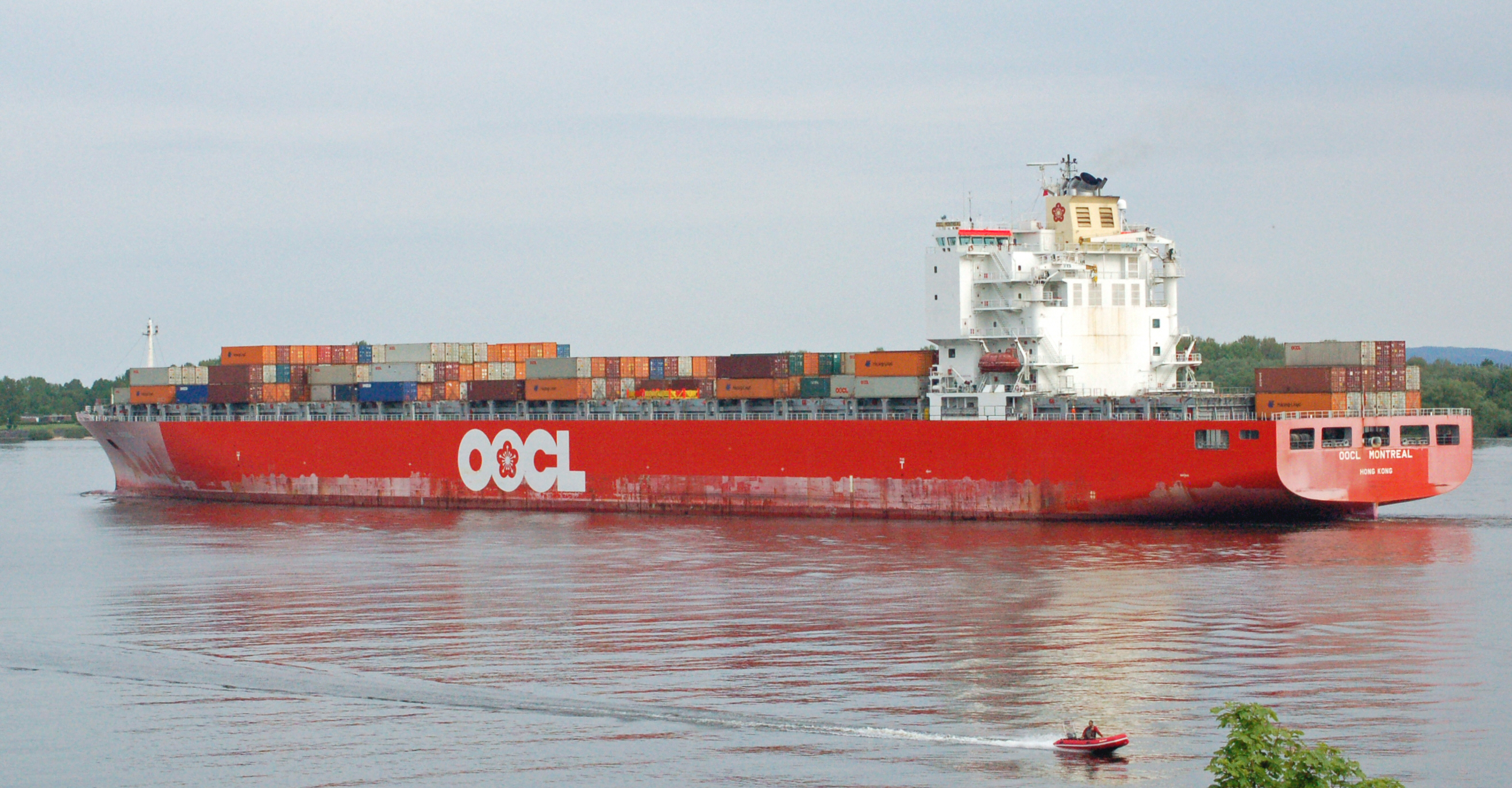
Судно OOCL

Orient Overseas (International) — зарегистрированный на Бермудах и базирующийся в Гонконге конгломерат с интересами в судоходстве, логистике и недвижимости. Принадлежал влиятельной гонконгской семье Тунг (Дун), которая в 2018 году продала контрольный пакет акций за 6,5 млрд долларов консорциуму в составе шанхайских государственных компаний China COSCO Shipping и Shanghai International Port Group.

## История
Компания основана в 1947 году Тунг Чаоюном (C.Y. Tung) как Orient Overseas Line, а в 1969 году была переименована в Orient Overseas Container Line (OOCL), став первой азиатской судоходной компанией, занявшейся контейнерными перевозками через Тихий океан. В 1979 году OOCL основала дочернюю компанию OOCL Logistics, в 1980 году купила крупную британскую судоходную компанию Furness Withy. 
После смерти Тунг Чаоюна в 1982 году во главе холдинга встал его старший сын Тунг Чихва (Дун Цзяньхуа), которого в 1996 году сменил его младший брат Тунг Чичэн (сам Тунг Чихва в 1997-2005 годах занимал пост руководителя Гонконга ). В 1998 году OOCL совместно с японской и немецкой судоходными компаниями выступила учредителем так называемого «Большого альянса».
В 2018 году COSCO Shipping Holdings (Шанхай) приобрёл за 6,3 млрд долл. Orient Overseas International — материнскую компанию контейнерного оператора Orient Overseas Container Line (OOCL).

## Структура
Основным активом группы Orient Overseas (International) является судоходная и логистическая компания Orient Overseas Container Line (OOCL) — один из крупнейших в мире операторов контейнерных перевозок и логистических услуг. OOCL имеет флот из более чем 270 судов, более 280 офисов в 55 странах мира и интересы в контейнерных терминалах портов Лонг-Бич и Гаосюн. По состоянию на март 2011 года в OOCL работало 8 тыс. человек, рыночная стоимость корпорации составляла более 5,8 млрд. долларов, а продажи — более 6 млрд. долларов.
Дочерняя компания OOCL Logistics является оператором складских комплексов в Шанхае и Шэньчжэне.